# Insectensteek

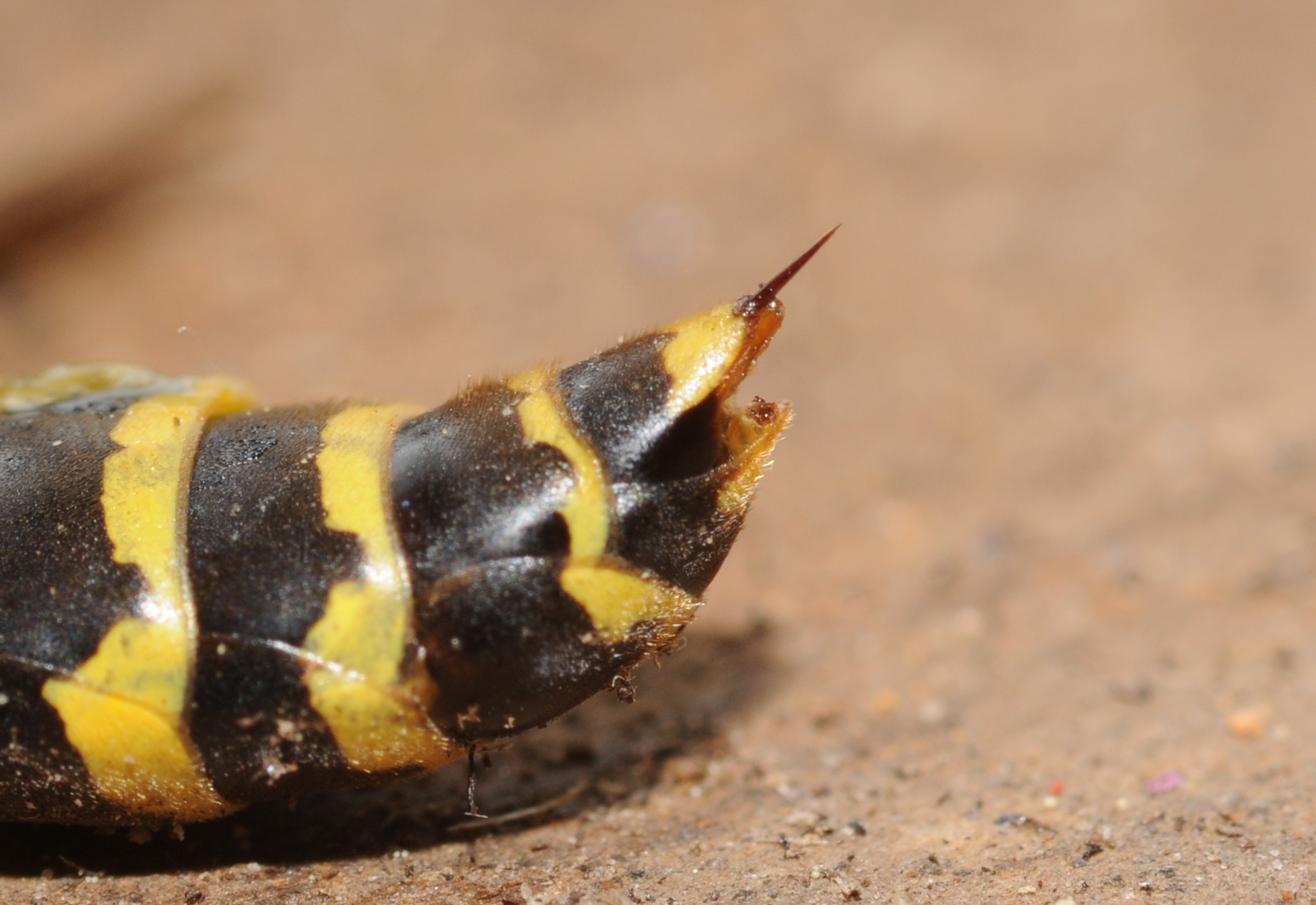
Uitgestoken angel van de gewone wesp

Een insectensteek wordt toegebracht door een angel. Stekende insecten vinden we uitsluitend onder de vliesvleugeligen: de bijen, wespen en mieren. Dit zijn de enige insecten die een ovipositor (legboor) hebben die later is geëvolueerd tot een angel. Overigens hebben niet alle vliesvleugeligen een angel. Andere insectenorden, zoals de rechtvleugeligen (sprinkhanen en krekels), hebben ook een legboor, maar deze is nooit tot angel omgevormd, al lijkt het orgaan soms sabelvormig.

## Algemeen
Angels zijn gemodificeerde legboren die veranderd zijn in wapens, met bijbehorende gifklieren. Mannetjes-insecten kunnen dan ook niet steken. Veel andere insecten (onder andere vlooien, luizen, wantsen, muggen, dazen) kunnen wel bijten of met de monddelen steken, ter voeding of ter verdediging.
Insecten steken om verschillende redenen:
- uit zelfverdediging
- ter bescherming van het nest
- het doden van eventuele prooidieren.

Bij zo'n steek wordt een gif in de wond gebracht en hierdoor kan een insectensteek pijnlijk zijn.
Wespen hebben een gladde angel en kunnen herhaaldelijk steken. Bijen hebben weerhaakjes aan hun angel, die het moeilijk maakt de angel terug te trekken. Dat is meestal geen probleem als een dier wordt gestoken, maar een mens zal meestal naar een stekende bij gaan slaan, zodat de bij moet vluchten en geen tijd heeft om de angel terug te trekken. De angel blijft dus in de huid van de mens zitten, vaak met het nog pompende gifblaasje er nog aan. Dit kan men het beste zo snel mogelijk wegkrabben met bijvoorbeeld een creditcard of met de nagel. De bij verliest een deel van haar ingewanden en sterft korte tijd later.
Bijen- en wespensteken kunnen flink pijnlijk zijn, en het getroffen ledemaat kan behoorlijk opzwellen en nog dagen tot een week pijn blijven doen. Los hiervan kunnen mensen allergisch zijn voor wespen- of bijensteken. Dit komt echter veel minder vaak voor dan men denkt - de meeste 'allergische' reacties zijn gewoon fikse lokale afweerreacties op het gif. In Nederland overlijden per jaar enkele mensen aan een bijen- of wespensteek, hetzij door een anafylactische reactie, hetzij doordat ze in hun mond of keel gestoken worden (drinken uit een flesje of blikje limonade met een wesp erin) met als gevolg opzwellen van de luchtwegen.

## Beet
Een insectensteek moet niet worden verward met een insectenbeet. Bijten doet een insect met de monddelen om zich te voeden. Een beet kan onaangenaam zijn en zelfs ziekten overbrengen, maar is niet bijzonder pijnlijk.
Sommige spinnen kunnen bijten. Grotere spinnen kunnen bij een beet wel door de huid komen maar richten geen schade aan.

## Allergie
Overgevoeligheid komt wel voor, en een tweede steek, maanden of jaren na de eerste, kan tot een hevige en heel soms zelfs tot een dodelijke reactie leiden. Bij een ernstige zwelling moet dan ook direct een dokter geraadpleegd worden. Zo'n 20.000 Nederlanders komen jaarlijks met een wespensteek bij de huisarts, het Belgische Antigifcentrum ontvangt per jaar ongeveer 700 oproepen over bijen- en wespensteken. Nog veel meer worden gestoken maar gaan niet naar de dokter. In Nederland overlijden circa vijf mensen per jaar door een insectensteek. Behandeling is meestal niet nodig als de patiënt niet allergisch is voor wespensteken. Een ernstige allergische reactie op een wespensteek openbaart zich door een systemische reactie (dat wil zeggen de verschijnselen openbaren zich uitgebreider dan alleen beperkt tot het gestoken ledemaat) met jeuk, een vlekkerige uitslag, zwelling van de lippen en het gezicht, moeilijke ademhaling en eventueel braken of diarree.
De Zwitserse arts Müller heeft al in 1966 een indeling gemaakt van allergische reacties op een steek:
| Klasse | criteria |
| ------ | --- |
| 0      | Lokale zwelling > 10 cm, > 24 uur. (Dit heet dan een 'ernstige lokale reactie' maar is nog niet allergisch.) |
| I      | Gegeneraliseerde urticaria, jeuk, malaise, angst |
| II     | Klasse I plus angio-oedeem of twee of meer van de volgende symptomen: misselijkheid, braken, buikpijn, diarree, duizeligheid of druk op de borst                                                                  |
| III    | Klasse I of II en dyspneu (ademnood), piepende ademhaling, stridor, of twee of meer van de volgende symptomen: slikproblemen, niet goed kunnen spreken, heesheid, slapte, verwardheid, gevoel van naderend onheil |
| IV     | Klasse I-III en twee of meer van de volgende symptomen: hypotensie, flauwvallen, bewusteloosheid, incontinentie, cyanose                                                                                          |

## Interpretatie
Allergische reacties op bijengif verlopen meestal ernstiger dan allergische reacties op wespengif. Het risico hangt voornamelijk af van de ernst van de voorgaande reactie. Muller vond dat de kans op een ernstige anafylactisch reactie klein was bij een eerdere anafylactische reactie van de graad 0-II zoals gedefinieerd in bovenstaande tabel. Na een klasse III- of IV-reactie was de kans op een volgende ernstige reactie echter 50-60%. Na een dergelijke reactie lijkt het dus raadzaam zo iemand een adrenaline-autoinjector (ook wel epipen genoemd) te verstrekken om zichzelf in geval van nood snel te kunnen injecteren met adrenaline. Ook valt in dergelijke gevallen te overwegen om een desensibilisatiekuur te volgen.
Mensen die allergisch zijn voor wespensteken zijn dat niet automatisch ook voor bijensteken, of zelfs voor steken van andere wespen. Omdat veel mensen niet goed bijen van wespen kunnen onderscheiden, en maar zeer weinig mensen in staat zijn de verschillende wespensoorten uit elkaar te houden, is het vaak moeilijk in te schatten waardoor men precies gestoken is. Een vuistregel is wel, dat als de steek niet onmiddellijk hevig pijnlijk is, het geen wesp of bij geweest zal zijn. Beten van muggen worden vaak helemaal niet gevoeld op het moment zelf, beten van dazen zijn iets pijnlijker maar geven daarna vooral jeuk. Veel mieren kunnen steken, andere mierensoorten kunnen bijten en dan mierenzuur in de wond spuiten. Er zijn voorts vleugelloze wespen die mierwespen worden genoemd maar die als een wesp kunnen steken.